# Robin Hood (anime)
Robin Hood (ロビンフッドの大冒険, Robin Hood no Daiboken?), conocido simplemente como Robin Hood, fue una serie de anime japonesa basada en el personaje Robin Hood de Ghino di Tacco. La serie está bajo la producción de Tatsunoko Production, dirigida por Kōichi Mashimo y escrita por Hiroyuki Kawazaki. En esta versión Robin y sus aliados son en su mayoría preadolescentes.

## Personajes
- Robert Huntington "Robin Hood"
- Marian Lancaster
- Will Scarlet
- Fraile Tuck
- Pequeño Juan
- Winifred Scarlet
- Jenny Scarlet
- Barón Alwyn
- Arzobispo Hartford
- Gilbert
- Cleo